# Ptolemaistik
Die Ptolemaistik ist eine wissenschaftliche Disziplin und ein Forschungsgebiet, welches sich mit dem antiken Ägypten der griechisch-römischen Zeit beschäftigt (etwa 4. bis 1. Jahrhundert v. Chr.), Der Begriff Ptolemaistik leitet sich vom Herrscherhaus der Ptolemäer ab, welches Ägypten zu jener Zeit regierte. Forschungsschwerpunkte sind die Tempel bzw. die Philologie dieser Epoche.
Die Ptolemaistik tritt nicht als eigenständiges Studienfach auf, sondern ist ein Teilgebiet der Ägyptologie.

## Philologie
In der Ptolemaistik ist die Erforschung der umfangreichen Textcorpora von besonderer Bedeutung. Das Ptolemäische bildet hierbei eine der letzten Sprachstufen des Ägyptischen, welches zwar zeitlich nach dem Neuägyptischen anzusetzen ist, jedoch in starkem Maße auf dem Mittelägyptischen fußt. Des Weiteren kommen Eigenheiten der alt- und neuägyptischen Sprachstufe hinzu, ebenso wie die demotische Sprache deutliche Spuren hinterlassen hat, welche zur Zeit der Abfassung jener Texte Umgangssprache war. Das Ptolemäische ist daher ein künstliches Idiom, welches zur griechisch-römischen Zeit nicht als lebendige Sprache in Gebrauch war, jedoch von den Priestern und Schriftgelehrten als „lebende tote Sprache“ gesprochen wurde. Für das Studium dieser Texte sind zudem gute Kenntnisse des Schriftsystems vorauszusetzen. Das hieroglyphische Schriftsystem dieser Epoche kennt mehr als 7000 Hieroglyphen, jedoch schätzt man nur ungefähr 2000 von ihnen als distinkt ein.

## Wichtigste Tempel der Epoche
Als Schriftträger bilden die Tempel der griechisch-römischen Zeit eine der wertvollsten Quellen für die Ptolemaistik.
- Athribis
- Edfu – Siehe auch das Edfu-Projekt
- Esna
- Dendera
- Kom Ombo
- Philae

## Studienorte
- Universität Köln
- Universität Trier[1]
- Universität Würzburg
- Universität Tübingen
- Universität Leiden[2]